# Peter Rassow
Peter Hermann Karl Rassow (* 23. November 1889 in Elberfeld, heute zu Wuppertal; † 19. Mai 1961 in Köln) war ein deutscher Historiker und Professor an der Universität zu Köln.

## Leben und Wirken
Peter Rassows Vater war Gymnasiallehrer und nahm zunächst eine Stellung in Potsdam, dann in Berlin an. Nach dem Abitur studierte Peter Rassow ab 1908 Geschichte und Evangelische Theologie an den Universitäten Bonn, Heidelberg und Berlin. 1912 wurde er mit einer Dissertation über die Kanzlei Bernhards von Clairvaux bei Michael Tangl promoviert.
Nach dem Ersten Weltkrieg, in dem Rassow verwundet wurde, war er in der Reichskanzlei angestellt und dem ehemaligen Reichskanzler Theobald von Bethmann Hollweg bei seinen Memoiren behilflich. Weiterhin arbeitete Rassow als Dozent an der Deutschen Hochschule für Politik in Berlin. Mitte der 1920er Jahre wurde er Mitarbeiter bei Paul Fridolin Kehr und unterstützte diesen in Madrid bei der Sammlung von Papsturkunden des frühen Mittelalters. 1927 habilitierte Rassow sich mit der Edition der Urkunden Alfons’ VII. von Kastilien und wurde im selben Jahr Privatdozent an der Universität Breslau, wo er 1936 zum außerordentlichen Professor ernannt wurde. Bis zu seiner Berufung an die Universität Köln 1941 blieb Rassow, abgesehen von einem Leipziger Vertretungsjahr 1939, in Breslau. Bis zur kriegsbedingten Schließung der Universität 1944 lehrte er in Köln und nahm auch nach der Wiedereröffnung der Universität seinen Lehrstuhl bis zu seiner Emeritierung im Jahr 1958 wieder ein. 1945 wurde er von der britischen Besatzungsmacht zum ersten kommissarischen Dekan der Philosophischen Fakultät in Köln berufen.
1949 begründete er die von der Akademie der Wissenschaften und der Literatur in Mainz herausgegebene Quellensammlung zur Geschichte der deutschen Sozialpolitik 1867 bis 1914, deren erste Bände jedoch erst nach seinem Tod erschienen.
Rassow war vor 1933 Mitglied der linksliberalen DDP, anschließend im Stahlhelm. Der NSDAP trat er nicht bei. Von 1959 bis 1960 war er Mitglied des Beirats der Friedrich-Naumann-Stiftung.
Rassow war seit 1919 mit Victoria Luise Hildegard Wiggert verheiratet. Er verstarb im Alter von 71 Jahren in seiner Wohnung in Köln-Lindenthal. Der Nachlass Rassows befindet sich im Bundesarchiv in Koblenz.

## Schriften (Auswahl)
- Die Kanzlei Bernhards von Clairvaux. Salzburg 1913.
- Die Urkunden Kaiser Alfons VII. von Spanien. Eine paläographisch-diplomatische Untersuchung. Berlin 1929.
- Epochen neuzeitlicher Kriegführung. Köln 1942.
- Der Historiker und seine Gegenwart. München 1947.
- Der Prinzgemahl. Ein Pactum Matrimonale aus dem Jahr 1188. Weimar 1950.
- Die politische Welt Karls V. München 1947.
- Honor Imperii. Die neue Politik Friedrich Barbarossas 1152–1159. München/Berlin 1940.
- (als Hrsg.) Deutsche Geschichte im Überblick. Stuttgart 1953, Neuauflage 1987, ISBN 3-476-00469-4.
- Die geschichtliche Einheit des Abendlandes. Reden und Aufsätze. Köln 1960.
- Karl V. Der letzte Kaiser des Mittelalters. Göttingen 1957.
- Die Stellung Deutschlands im Kreise der Großen Mächte 1887–1890. Mainz 1959 (= Abhandlungen der geistes- und sozialwissenschaftlichen Klasse der Akademie der Wissenschaften und der Literatur in Mainz. Jahrgang 1959, Nr. 4).
- Der Konflikt König Friedrich Wilhelms IV. mit dem Prinzen von Preußen im Jahre 1854. Eine preußische Staatskrise (= Abhandlungen der geistes- und sozialwissenschaftlichen Klasse der Akademie der Wissenschaften und der Literatur in Mainz. Jahrgang 1960, Nr. 9).